# شمس الدين بدران
شمس الدين بدران (19 أبريل 1929 - 28 نوفمبر 2020)، كان وزير الحربية في عهد جمال عبد الناصر، حوكم بتهمة تعذيب أفراد في جماعة الإخوان المسلمين. عاش في لندن بعد خروجه من مصر إلى وقت وفاته.
ارتبط بدران بالمشير عبد الحكيم عامر النائب الأول لرئيس الجمهورية، ونائب القائد الأعلى للقوات المسلحة، كما انفرد أيضاً من بين رجال المشير بقربه من الرئيس جمال عبد الناصر حتى أن البعض اعتبر بأن بدران كان عيناً لعبد الناصر على عامر، لذلك عُين وزيراً للحربية متجاوزاً مئات الأقدميات باعتبار ذلك تعييناً سياسياً لا يخضع لقواعد روتينية، وكان شمس بدران ذا شخصية مهابة يتمتع بنفوذ واسع داخل القوات المسلحة والمكاتب الرئاسية في الدولة حتى بدأت تنسج حوله القصص ويتحدث العامة عن دوره باعتباره أحد أكبر مراكز القوى مع منتصف ستينيات القرن العشرين عندما كان العهد الناصري يتجه بسرعة نحو حالة الارتباك التي مهدت لهزيمة يونيو 1967،
عقب هزيمة يونيو 1967 أحيل للمحاكمة مع مجموعة من قادة الجيش، وصدر الحكم بسجنه، وظل في السجن حتى 23 مايو 1974، حيث أفرج عنه الرئيس أنور السادات، وسافر إلى العاصمة البريطانية لندن، واستقر هناك حتى وافته المنية.

## وفاته
توفي يوم 28 نوفمبر 2020 في لندن.